# Umowa z Bogiem
Umowa z Bogiem. Trylogia (ang. The „Contract With God” Trilogy. Life on Dropsie Avenue) – zbiór trzech powieści graficznych autorstwa amerykańskiego twórcy komiksowego Willa Eisnera, składający się z dzieł: Umowa z Bogiem (1978), Siła życiowa (1983) i Dropsie Avenue (1995). Akcja trylogii rozgrywa się przy nowojorskiej Dropsie Avenue i opowiada o codziennym życiu jej mieszkańców. 
Polskie wydanie Umowy z Bogiem ukazało się w 2007 roku nakładem Egmont Polska w przekładzie Jacka Drewnowskiego.